# Harpagus diodon
Harpagus diodon là một loài chim trong họ Accipitridae.